# شافية بوذراع
شافية بوذراع (22 أبريل 1930 - 22 مايو 2022) هي فنانة وممثلة سينمائية ومسرحية ولدت بمدينة قسنطينة عاصمة الشرق الجزائري، اشتهرت بأدائها أدوارا جدية معروفة بشخصية لالا عيني في مسلسل الحريق وفيلم خارجون عن القانون وفيلم  بلديون للمخرج العالمي رشيد بوشارب .

## مشوارها الفني
تقمصت عدة أدوار عبر مسيرتها الفنية في مسرح قسنطينة الجهوي أو عبر التلفزيون الجزائري.

### في السينما
- كحلة وبيضاء للمخرج عبد الرحمن بوقرموح 1981
- مال وطني للمخرجة فاطمة بلحاج 2008
- لالا الباتول اقتبسته المخرجة فاطمة بلحاج عن النص العالمي لغارسيا لوركا 2008
- خارجون عن القانون للمخرج رشيد بوشارب 2010 نال الجائزة الأولى لأحسن فيل في مهرجان دمشق الدولي

### في التلفزيون
- الحريق
- امتحان صعب

## روابط خارجية
- شافية بوذراع على موقع IMDb (الإنجليزية)
- شافية بوذراع على موقع قاعدة بيانات الأفلام العربية
- شافية بوذراع على موقع ألو سيني (الفرنسية)
- شافية بوذراع على موقع أول موفي (الإنجليزية)
- شافية بوذراع على موقع قاعدة بيانات الفيلم (الإنجليزية)
- شافية بوذراع على موقع كينوبويسك (الروسية)